# Zasieka (Góry Krucze)
Zasieka (niem. Grenzberg, Grenz Berg, 650 m n.p.m.) – wzniesienie w południowo-zachodniej Polsce, w południowo-wschodniej części Gór Kruczych, w Sudetach Środkowych.
Położone na południe od miejscowości Ulanowice (Lubawka).